# Тау (Казахстан)
Та́у (каз. Тау) — село у складі Жанібецького району Західноказахстанської області Казахстану. Адміністративний центр Тауського сільського округу.
У радянські часи село називалось Кайрат.
Населення — 901 особа (2021; 1216 у 2009, 1221 у 1999, 1154 у 1989).